# Loureedia colleni
Loureedia colleni es una especie de arañas araneomorfas de la familia Eresidae.

## Distribución geográfica
Es endémica del sursudeste de la península ibérica (España).